# انقلاب هائیتی
انقلاب هائیتی (به فرانسوی: révolution haïtienne) نتیجهٔ موفقیت شورش بردگان ۱۷۹۱ (میلادی) بر علیه قوانین برده‌داری در مستعمره سن-دومینگ فرانسه بود که منجر به الغای برده‌داری و تأسیس کشور هائیتی شد. انقلاب هائیتی تنها شورش بردگان در تاریخ بوده که منجر به تأسیس کشوری مستقل شده است که در آن هم برده‌داری لغو شده باشد و هم مردمی غیر از ‌‌برده‌داران حاکم شده باشند.
علاوه بر این عموماً این انقلاب موفقترین شورش بردگان و از لحظات تعیین‌کننده در تاریخ‌های اروپا و قارهٔ آمریکا تلقی می‌شود. این شورش با قیام برده‌های سیاه‌پوست آفریقایی در آوریل ۱۷۹۱ شروع شد و در نوامبر ۱۸۰۳ با شکست ارتش فرانسه در نبرد ورتیر پایان یافت. هائیتی در ۱ ژانویه ۱۸۰۴ کشوری مستقل شد و ژان-ژاک دسالینه از سوی شورای ژنرال‌ها به عنوان فرماندار-ژنرال برگزیده شد. او دستور کشتار اقلیت سفیدپوست هائیتی را در سال ۱۸۰۴ داد که منجر به مرگ بین ۳۰۰۰ تا ۵۰۰۰ نفر بین فوریه و آوریل ۱۸۰۴ شد.